# 조제프 루이 게이뤼삭

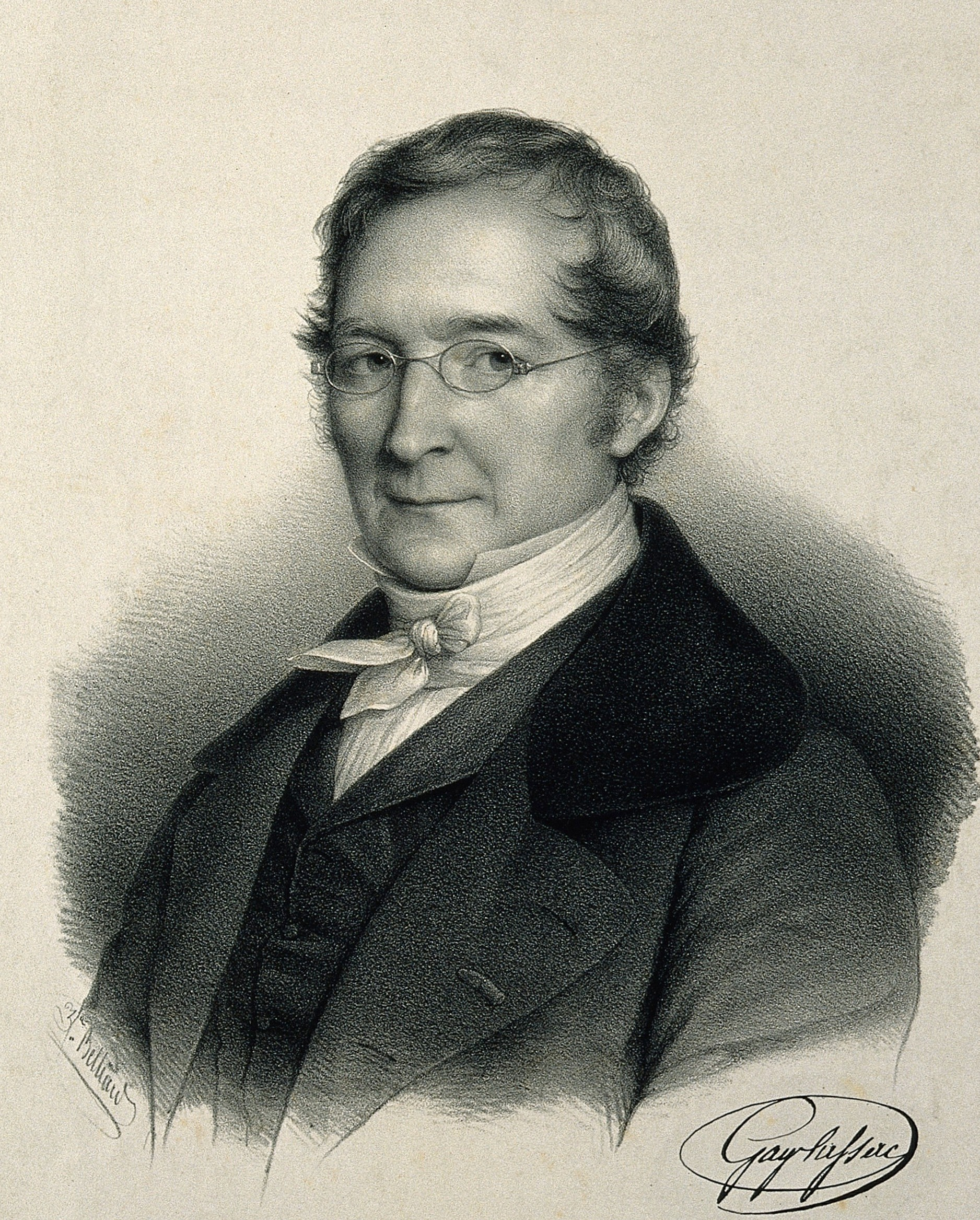
조제프루이 게이뤼삭

조제프 루이 게이뤼삭(프랑스어: Joseph Louis Gay-Lussac 조제프 루이 게뤼사크[*] [ʒɔzɛf lwi ɡɛlysak], 문화어: 게이루샤크, 1778년 12월 6일 ~ 1850년 5월 9일)은 프랑스의 화학자 겸 물리학자로, 게이뤼삭의 법칙을 발견했다.
오트비엔주의 생레오나르에서 태어나 에콜 폴리테크닉에서 배우고 베르톨레의 조수로 일하였다. 1804년 지상 7,000m 이상의 상공에 기구를 타고 올라가 지구 자기 및 대기의 성분을 조사하여, 산소와 수소가 1：2의 비율로 화합한다는 것을 발견하였다. 1808년 기체 반응의 법칙을 발견하였고, 유기 분석법의 개량 등에 공헌하였다. 공업에 있어서는 항생제 만드는 법을 개량하였고, 사이펀 청우계·알코올 계를 발명하였다.
그 밖에 붕소 분리법, 칼륨·나트륨 만드는 법 등을 발견하여 화학사에 큰 업적을 남겼으며, 황산 제조법을 개량하고, 게이뤼삭의 탑을 고안하는 등 많은 업적을 남겼다.

## 같이 보기
- 브린 공정
- 자유팽창
- 샤를의 법칙

## 참고 자료
- 이 문서에는 다음커뮤니케이션(현 카카오)에서 GFDL 또는 CC-SA 라이선스로 배포한 글로벌 세계대백과사전의 내용을 기초로 작성된 글이 포함되어 있습니다.